# ザ・面接
ザ・面接（ザ・めんせつ）とは、アテナ映像による企画物アダルトビデオシリーズの一つ。監督は代々木忠。1993年から続く長寿シリーズであり、2007年12月11日発売の『ザ・面接 100本記念スペシャル 新妻 若妻 夫のいる身 熟れた女の本気汁』にて100作目を超えた。2020年制作の166作品目『ザ・面接 VOL.166 ソーシャルディスタンス大性交』(出演:城咲京花、米津響、悠木あやね)をもってシリーズは終了したようである。

## 出演AV男優
- 森林原人
- 平本一穂 - VOL.113を最後にAV男優業を引退。

他多数

## 作品一覧
| 発売年月日     | No  | 題名 | 出演者                                                                                       | 備考                                       |
| -------------- | --- | --- | -------------------------------------------------------------------------------------------- | ------------------------------------------ |
| 1993年4月9日   | 001 | ザ・面接 素人娘と野郎ども |                                                                                              | 『面接大全1』に収録 VHSビデオ              |
| 1993年6月4日   | 002 | ザ・面接 野郎ども、今度は人妻だぜ! |                                                                                              | 『面接大全1』に収録 VHSビデオ              |
| 1993年7月11日  | 003 | ザ・面接 こいつぁ上玉だぜ! |                                                                                              | 『面接大全1』に収録 VHSビデオ              |
| 1993年8月11日  | 004 | ザ・面接 さすが人妻、腰が違うぜ! |                                                                                              | 『面接大全1』に収録 VHSビデオ              |
| 1993年9月11日  | 005 | ザ・面接 泣け!叫べ!悶えろッ! |                                                                                              | 『面接大全2』に収録 VHSビデオ品番：AS-320  |
| 1993年10月11日 | 006 | ザ・面接 欲しくて来たんじゃねぇのかよ！                                                                                                  |                                                                                              | 『面接大全2』に収録 VHSビデオ品番：AS-325  |
| 1993年11月11日 | 007 | ザ・面接 俺たちゃケダモノ、お前はクセモノ                                                                                                |                                                                                              | 『面接大全2』に収録 VHSビデオ品番：AS-330  |
| 1993年12月11日 | 008 | ザ・面接 犯されたい女、大歓迎! |                                                                                              | 『面接大全2』に収録 VHSビデオ              |
| 1994年1月11日  | 009 | ザ・面接 人妻、奥さん別居妻 |                                                                                              | 『面接大全3』に収録 VHSビデオ              |
| 1994年2月11日  | 010 | ザ・面接 野郎ども落ち着け! |                                                                                              | 『面接大全3』に収録 VHSビデオ              |
| 1994年3月11日  | 011 | ザ・面接 こんなイヤラシイ女、初めてや!                                                                                                   |                                                                                              | 『面接大全3』に収録 VHSビデオ              |
| 1994年4月11日  | 012 | ザ・面接 問答無用の面接FUCK |                                                                                              | 『面接大全3』に収録 VHSビデオ              |
| 1994年5月11日  | 013 | ザ・面接 お嬢様 |                                                                                              | 『面接大全4』に収録 VHSビデオ              |
| 1994年6月11日  | 014 | ザ・面接 野郎ども、うろたえるな!! |                                                                                              | 『面接大全4』に収録 VHSビデオ              |
| 1994年7月11日  | 015 | ザ・面接 極道の女房 |                                                                                              | 『面接大全4』に収録 VHSビデオ              |
| 1994年8月11日  | 016 | ザ・面接 野郎ども 今度は令嬢だ!! |                                                                                              | 『面接大全4』に収録 VHSビデオ              |
| 1994年月11日   | 017 | ザ・面接 お嬢様、これが本当のSEXだ! |                                                                                              | 『面接大全5』に収録 VHSビデオ              |
| 1994年10月11日 | 018 | ザ・面接 もっと、吸うたろか! |                                                                                              | 『面接大全5』に収録 VHSビデオ              |
| 1994年11月11日 | 019 | ザ・面接 姉ちゃん、乳しぼったろか! |                                                                                              | 『面接大全5』に収録 VHSビデオ              |
| 1994年12月11日 | 020 | ザ・面接 見せたるで!浪花女のド淫乱!! |                                                                                              | 『面接大全5』に収録 VHSビデオ              |
| 1995年1月11日  | 021 | ザ・面接 帰りたいならもう一発! |                                                                                              | 『面接大全6』に収録 VHSビデオ              |
| 1995年3月11日  | 022 | ザ・面接 お嬢さん、犯ったろか!! |                                                                                              | 『面接大全6』に収録 VHSビデオ              |
| 1995年4月11日  | 023 | ザ・面接 二人まとめて犯ったるで! |                                                                                              | 『面接大全6』に収録 VHSビデオ              |
| 1995年5月11日  | 024 | ザ・面接 人生SEX!オ○○コ奥さん! |                                                                                              | 『面接大全6』に収録 VHSビデオ              |
| 1995年6月11日  | 025 | ザ・面接 OL 奥さん 女学生 |                                                                                              | 『面接大全7』に収録 VHSビデオ              |
| 1995年7月11日  | 026 | ザ・面接 姉妹 |                                                                                              | 『面接大全7』に収録 VHSビデオ              |
| 1996年1月21日  | 027 | ザ・面接 超淫乱女VS犯し屋軍団 |                                                                                              | 『面接大全7』に収録 VHSビデオ              |
| 1996年3月11日  | 028 | ザ・面接 これがワシらの面接や!! |                                                                                              | 『面接大全8』に収録 VHSビデオ              |
| 1996年4月11日  | 029 | ザ・面接 犯しの面接!潮を吹いたら「合格です!!」                                                                                           |                                                                                              | 『面接大全8』に収録 VHSビデオ              |
| 1996年5月11日  | 030 | ザ・面接 女ども!これがアダルトビデオの面接だ!!                                                                                           |                                                                                              | 『面接大全8』に収録 VHSビデオ              |
| 1996年7月11日  | 031 | ザ・面接 前も後ろもコマしたるで〜! |                                                                                              | 『面接大全8』に収録 VHSビデオ              |
| 1996年9月11日  | 032 | ザ・面接 出しすぎ! ヤリすぎ! タラシすぎ!!                                                                                                | 吉川千秋・七瀬真里香・武田真由美・一美舞                                                     | 『面接大全9』に収録 VHSビデオ 品番：AS-711 |
| 1996年11月11日 | 033 | ザ・面接 モデル 女子大生 デパートガール 家事手伝い お嬢様                                                                                |                                                                                              | 『面接大全9』に収録 VHSビデオ              |
| 1996年12月11日 | 034 | ザ・面接 スペシャル 汁出し絶叫大連発!!                                                                                                   |                                                                                              | 『面接大全10』に収録 VHSビデオ             |
| 1997年2月11日  | 035 | ザ・面接 尻ふり汁出す人妻たち |                                                                                              | 『面接大全10』に収録 VHSビデオ             |
| 1997年4月11日  | 036 | ザ・面接 恥ずかしいなら吸うたろか!! |                                                                                              | 『面接大全10』に収録 VHSビデオ             |
| 1997年6月11日  | 037 | ザ・面接 強制猥褻 |                                                                                              | 『面接大全11』に収録 VHSビデオ             |
| 1997年8月11日  | 038 | ザ・面接 好きもの女大集合 |                                                                                              | 『面接大全11』に収録 VHSビデオ             |
| 1997年10月11日 | 039 | ザ・面接 秘書 イメクラレディース軍団 パン職人 高級クラブ嬢                                                                               |                                                                                              | 『面接大全12』に収録 VHSビデオ             |
| 1997年12月11日 | 040 | ザ・面接 6人の犯し屋と7人の女たち |                                                                                              | 『面接大全12』に収録 VHSビデオ             |
| 1998年2月11日  | 041 | ザ・面接 野郎ども 牝と娘と人妻や!! |                                                                                              | 『面接大全12』に収録 VHSビデオ             |
| 1998年4月11日  | 042 | ザ・面接 エグイ人妻イイ女 うろたえまくる面接軍団                                                                                         |                                                                                              | 『面接大全13』に収録 VHSビデオ             |
| 1998年6月11日  | 043 | ザ・面接 スペシャル 豪華淫乱!9人の汁女たち                                                                                               |                                                                                              | 『面接大全13』に収録 VHSビデオ             |
| 1998年8月11日  | 044 | ザ・面接 専業主婦から家事手伝い御令嬢も大開脚!!                                                                                          |                                                                                              | 『面接大全13』に収録 VHSビデオ             |
| 1998年10月11日 | 045 | ザ・面接 極悪非道の面接軍団 ジラして犯して暴いたる                                                                                       |                                                                                              | 『面接大全14』に収録 VHSビデオ             |
| 1998年12月11日 | 046 | ザ・面接 女の本性大満開!! |                                                                                              | 『面接大全14』に収録 VHSビデオ             |
| 1999年2月11日  | 047 | ザ・面接 熟女 令嬢 Vシネ女優 みんなまとめて汁吸うたるッ!                                                                                 |                                                                                              | 『面接大全15』に収録 VHSビデオ             |
| 1998年4月11日  | 048 | ザ・面接 豪華淫乱・汁出し大パフォーマンス!                                                                                               |                                                                                              | 『面接大全15』に収録 VHSビデオ             |
| 1998年6月11日  | 049 | ザ・面接 世紀末オ○○コ事情 ぎょーさんマ○○来よったなー!!                                                                                   |                                                                                              | 『面接大全15』に収録 VHSビデオ             |
| 1999年8月11日  | 050 | ザ・面接 若妻 おばはん 熟女 小娘 離婚妻 素人女の汁大会                                                                                   |                                                                                              | 『面接大全16』に収録 VHSビデオ             |
| 1999年10月11日 | 051 | ザ・面接 吸いつく若妻 咥える乙女 熟女集団本気汁 女八人の発情度                                                                           |                                                                                              | 『面接大全16』に収録 VHSビデオ             |
| 1999年12月11日 | 052 | ザ・面接 えぐい人妻 可愛い奥さん 恥ずかしすぎる新婚さん みんなまとめてチョメチョメしたる!                                                |                                                                                              | 『面接大全16』に収録 VHSビデオ             |
| 2000年2月11日  | 053 | ザ・面接 饗宴！淑女九人の淫獣パワー うろたえ汁出す面接軍団                                                                               |                                                                                              | 『面接大全17』に収録 VHSビデオ             |
| 2000年4月11日  | 054 | ザ・面接 豪華淫乱2本立て 可憐な人妻 桃汁娘 好きもの看護婦 お姉様 奥さんエキストラ大興奮                                                  |                                                                                              | 『面接大全17』に収録 VHSビデオ             |
| 2000年6月11日  | 055 | ザ・面接 若妻 奥様 婚約中 がまんできない未亡人                                                                                           |                                                                                              |                                            |
| 2000年8月11日  | 056 | ザ・面接 犯されまくる文学乙女 淫らすぎちゃう若奥様 濡らし腰振る人妻エキストラ                                                            |                                                                                              |                                            |
| 2000年10月11日 | 057 | ザ・面接 毎日やりたい新婚さん 淫獣マグマ介護嬢 十年ぶりです離婚妻 いやらしすぎるお姉さん                                                 |                                                                                              |                                            |
| 2000年12月11日 | 058 | ザ・面接 性飢饗艶2本立て パックリ症候群VS犯ったろか軍団                                                                                  |                                                                                              |                                            |
| 2001年2月11日  | 059 | ザ・面接 恥ずかしすぎるエキストラ いやらしすぎるエキストラ 淫らすぎちゃうエキストラ ぎょ〜さん性飢きよったで                             |                                                                                              |                                            |
| 2001年4月11日  | 060 | ザ・面接 豪華淫乱三部作 熟女 若妻 可憐な乙女 面接マジックが暴く裏の裏                                                                    |                                                                                              |                                            |
| 2001年6月11日  | 061 | ザ・面接 人妻 看護婦 痴恥女 淫好悶絶三部                                                                                                 |                                                                                              |                                            |
| 2001年8月11日  | 062 | ザ・面接 本能暴発!奥様エキストラ猿状態                                                                                                   |                                                                                              |                                            |
| 2001年10月11日 | 063 | ザ・面接 饗艶パニック2本立て フェロモン淫女VS犯し屋軍団                                                                                  |                                                                                              |                                            |
| 2001年12月11日 | 064 | ザ・面接 人妻暴走！犯ったろか軍団汁まみれ                                                                                                |                                                                                              |                                            |
| 2002年2月11日  | 065 | ザ・面接 欲望まるだし 好きものエキストラ                                                                                                 |                                                                                              |                                            |
| 2002年4月11日  | 066 | ザ・面接 天然淫女VS汁吸い軍団 イジってヒラいて匂い嗅いだる                                                                               |                                                                                              |                                            |
| 2002年6月11日  | 067 | ザ・面接 俺たちゃバベチョ屋 ぜんぶ開いてグチュッたる                                                                                     |                                                                                              |                                            |
| 2002年8月11日  | 068 | ザ・面接 猥褻すぎる美女の群れ 現役ナースも伝染汁                                                                                         |                                                                                              |                                            |
| 2002年10月11日 | 069 | ザ・面接 淫舌狂器美女集団 野郎どもズボッたれ!                                                                                            |                                                                                              |                                            |
| 2002年12月11日 | 070 | ザ・面接 潮吹きケイレン 失神続出 痴女妻参上 パニック面接                                                                                 |                                                                                              |                                            |
| 2003年2月11日  | 071 | ザ・面接 飢えた人妻 蒸れたお姉様 野郎ども匂い嗅いだれ!                                                                                   |                                                                                              |                                            |
| 2003年4月11日  | 072 | ザ・面接 熟れた女は淫獣（けもの）の匂い                                                                                                  |                                                                                              |                                            |
| 2003年6月11日  | 073 | ザ・面接 熟女も主婦も姉ちゃんも仮面剥いで見せたるで!                                                                                     |                                                                                              |                                            |
| 2003年8月11日  | 074 | ザ・面接 みせたるで〜 蒸れた女の性飢汁                                                                                                   |                                                                                              |                                            |
| 2003年10月11日 | 075 | ザ・面接 レイプちゃうで ワシら民主主義やで                                                                                               |                                                                                              |                                            |
| 2003年12月11日 | 076 | ザ・面接 のど締め潮吹き触れ合い広場 |                                                                                              |                                            |
| 2004年2月11日  | 077 | ザ・面接 絶景!女9人本気汁 |                                                                                              |                                            |
| 2004年4月11日  | 078 | ザ・面接 VOL.78 可愛い顔して 太いのがイイ〜っ!                                                                                           |                                                                                              |                                            |
| 2004年6月11日  | 079 | ザ・面接 VOL.79 処女大生 看護師 声優さん ピンサロ嬢もホジったる                                                                          |                                                                                              |                                            |
| 2004年8月11日  | 080 | ザ・面接 VOL.80 カタイか?気持ちエエか?ワシら紳士やからネ                                                                                 |                                                                                              |                                            |
| 2004年10月11日 | 081 | ザ・面接 VOL.81 ナメ 吸い ホジり 出し入れだけやからネ                                                                                    |                                                                                              |                                            |
| 2004年12月11日 | 082 | ザ・面接 VOL.82 AV女優 OL フェミニスト 汁のイロ見たいなぁ                                                                                |                                                                                              | 本作品以降DVD発売                          |
| 2005年2月11日  | 083 | ザ・面接 VOL.83 看護師 学生 AV女優 エロ度偏差値10000点                                                                                   |                                                                                              |                                            |
| 2005年4月11日  | 084 | ザ・面接 VOL.84 やめて下さい困ります ビデオは見世物やからな                                                                              |                                                                                              |                                            |
| 2005年6月11日  | 085 | ザ・面接 VOL.85 下品な事したいんやろ イジったるがな                                                                                      |                                                                                              |                                            |
| 2005年8月11日  | 086 | ザ・面接 VOL.86 咥え面接 ズボ面接 審査員ベチョ萌え〜                                                                                     |                                                                                              |                                            |
| 2005年10月11日 | 087 | ザ・面接 VOL.87 今日は変態の日や 匂いで分かる                                                                                            |                                                                                              |                                            |
| 2005年12月11日 | 088 | ザ・面接 VOL.88 ホントは恐い女の底無し                                                                                                   |                                                                                              |                                            |
| 2006年2月11日  | 089 | ザ・面接 スーパースペシャル VOL.89 熟女の「淫獣」 僕らの「紳士」                                                                         |                                                                                              |                                            |
| 2006年4月11日  | 090 | ザ・面接 VOL.90 女はいつも濡れたいの |                                                                                              |                                            |
| 2006年6月11日  | 091 | ザ・面接 VOL.91 変態奥さん 女子大生 出し入れ自由のメイド妻                                                                               |                                                                                              |                                            |
| 2006年8月11日  | 092 | ザ・面接 VOL.92 奥様はおしゃぶり前立腺戯がお好き                                                                                         |                                                                                              |                                            |
| 2006年10月11日 | 093 | ザ・面接 VOL.93 天の川特別サオ祭り姫まつり                                                                                               |                                                                                              |                                            |
| 2006年12月11日 | 094 | ザ・面接 VOL.94 ココはな無法地帯じゃ 姉ちゃんワシらが憲法や                                                                              |                                                                                              |                                            |
| 2007年2月11日  | 095 | ザ・面接 VOL.95 奥様の下半身は外食がお好き お前ら旦那とせ〜や                                                                            |                                                                                              |                                            |
| 2007年4月11日  | 096 | ザ・面接 VOL.96 汁祭り 女は底無し 僕らは早漏                                                                                             |                                                                                              |                                            |
| 2007年6月11日  | 097 | ザ・面接 VOL.97 まる吸いズボズボフェスタ 芸大 音大 女子大生 パティシエ 人妻 熟女                                                         | 桜井ナオミ 美羽光                                                                            | 品番：RD-188                               |
| 2007年8月11日  | 098 | ザ・面接 VOL.98 太いか?カタイか?上品な顔して下品やな                                                                                     | 井川綾香 みさ 三咲エリナ                                                                     | 品番：RD-200                               |
| 2007年10月11日 | 099 | ザ・面接 VOL.99 超変態サラ金嬢 欲求不満の専業主婦 みんな舐めたいイジられたい                                                             | 小松由里香 三沢かおる 中村綾乃                                                               | 品番：RD-212                               |
| 2007年12月11日 | 100 | ザ・面接 100本記念スペシャル 新妻 若妻 夫のいる身 熟れた女の本気汁                                                                       | 青山倫子 佐々木志穂 真島みゆき 峰谷由樹/千倉あい/茜しおん/三咲エリナ/中村彩乃/三沢かおる     | RD-224                                     |
| 2008年2月21日  | 101 | ザ・面接・101 悩みがあったら聞いたるで                                                                                                   | 花宮あみ/仁科望/須藤かすみ/佐倉あやめ/菅原とも/片瀬千尋/坂下真美/蛯沢恵/鮎瀬みこ             | RD238                                      |
| 2008年4月21日  | 102 | ザ・面接 vol.102 夫がいても彼氏がいても 性行為しとうて来たんかい                                                                         | 小日向みくる/柳瀬まゆ/青戸みどり/伊井ちこ/米倉茜/柴野ひまり/東野愛鈴/岩崎麻華/根津みか       | RD250                                      |
| 2008年6月21日  | 103 | ザ・面接 vol.103 変態 淫猥 ブチ込み系 | 平山ゆりか/片山なつき/和希美也/平野あゆみ/秋本みく/水城沙耶/三島さつき/持田真優/小原泉       | RD262                                      |
| 2008年8月21日  | 104 | ザ・面接 vol.104 真性潮吹きパイパン祭り                                                                                                  | 朝比奈まりん/小雪桃/結城かれん/響愛莉/麻生亜衣/榎本弥生/芳本志乃/伊東りな/椎名つかさ         | RD274                                      |
| 2008年10月21日 | 105 | ザ・面接 Vol.105 舐め吸い 露出 オネェマンズ 出し入れするだけやからな                                                                     | 常盤ゆう/三咲由香/麻倉アンナ/藤崎詩音/桜木よう子/原田実紗/武田美奈/平野美紀/森野彩音         | RD286                                      |
| 2008年12月21日 | 106 | ザ・面接 Vol.106 人妻 OL フリーター パンツ濡らして来たんかい                                                                             | 高峰さくら/吉澤エリカ/白川莉紗/深見千夏/笹原美緒/粕木ミナ/手塚真理/村山たかこ/三澄愛歌       | RD298                                      |
| 2009年2月21日  | 107 | ザ・面接 Vol.107 セックス好きですが...何か? 看護師 人妻 お姉さん                                                                         | 伊藤秋穂/今井なつき/塚本みずき                                                               | RD310                                      |
| 2009年4月21日  | 108 | ザ・面接 Vol.108 女社長は太いのがお好き 離婚妻 あそこ濡らしてごめんなさい                                                                |                                                                                              |                                            |
| 2009年5月21日  | 109 | ザ・面接 Vol.109 隊長!穴が小さくて入りません                                                                                             | 中島真里奈/倉持あゆみ/西田恵実/橘すみれ/牧野理香子/夏川あやめ/若泉まや/山科茜/小宮優子       | RD334                                      |
| 2009年8月21日  | 110 | ザ・面接 Vol.110 恋愛できない女たち 好きになったるでぇ                                                                                   | 山口のぞみ/前澤有実/篠宮香穂                                                                 | RD346                                      |
| 2009年10月21日 | 111 | ザ・面接 VOL.111 瞬間恋愛 ガチンコ・バトル                                                                                               | 佐野みすず/三橋めろん/森谷みう                                                               | RD-358                                     |
| 2009年12月21日 | 112 | ザ・面接 VOL.112 本気汁フェスティバル 肉食系女の時代です                                                                                 | 山下ゆかり/白咲ココ/管野しずか                                                               | RD-370                                     |
| 2010年2月21日  | 113 | ザ・面接 VOL.113 アニキ引退 赤貝 熟れ貝 吸いつき祭り                                                                                     | 柚里奈/このみゆうか/川村典子                                                                 | RD-381                                     |
| 2010年4月21日  | 114 | ザ・面接 VOL.114 看護師 ニート 京おんな 今どき女の本心チョイ見え                                                                         | 浅香ゆき/北野ひとみ/国見りさ                                                                 | RD-392                                     |
| 2010年6月21日  | 115 | ザ・面接 VOL.115 これがSEXのF1だ! あんた三輪車で来たんかい                                                                               | 葵沙希/原沢さな                                                                              | RD-403                                     |
| 2010年8月21日  | 116 | ザ・面接 VOL.116 暴きます エロ可愛い女の性行為                                                                                           | 石川あや/星川美沙/滝川けいこ                                                                 | RD-413                                     |
| 2010年10月21日 | 117 | ザ・面接 VOL.117 キャンギャル OL オペラ歌手 肛門様のドリル舐め                                                                           | 姫村ミナ/徳澤すみれ/水野真由                                                                 | RD-423                                     |
| 2010年12月21日 | 118 | ザ・面接 VOL.118 上品すぎる家事手伝い 3P好きの歯科衛生士 セフレ15人の支店長秘書                                                          | 赤西あきな/宇佐見ねね/橋本菜月                                                               | RD-433                                     |
| 2011年2月21日  | 119 | ザ・面接 VOL.119 めっちゃ入ってる かんに〜ん! 今日は関西特別や                                                                           | 小向ひかる/芹岡千春/水沢えみり                                                               | RD-443                                     |
| 2011年4月21日  | 120 | ザ・面接 VOL.120 どうしよう恥ずかしい20歳 精子飲みたい35歳 エッチは生きる源です19歳                                                      | 早川真美/浦和リサ/若菜あこ                                                                   | RD-452                                     |
| 2011年6月21日  | 121 | ザ・面接 VOL.121 セックス中毒の若奥さん 処女二年半のお姉さん これオモロイでぇ                                                            | 小野麻里亜/長谷川ルイ/長澤果奈                                                               | RD-452                                     |
| 2011年8月21日  | 122 | ザ・面接 VOL.122 回春エステとエロ女神 ピアニストも来たんかい                                                                             | 川島れい/あやめ梁/山本美和子                                                                 | RD-472                                     |
| 2011年10月21日 | 123 | ザ・面接 VOL.123 ズボ汁 伝染 逆面接 上品なおクチでジュル咥え                                                                             | 若菜まり/春馬ゆな/坂下まい                                                                   | RD-481                                     |
| 2011年12月21日 | 124 | ザ・面接 VOL.124 二年ご無沙汰バツイチ熟女 おじさん大好き平成生まれ ナイスパックリみせまっせ〜                                            | 柏木エリカ/美緒みくる/植木美彩                                                               | RD-491                                     |
| 2012年02月21日 | 125 | ザ・面接 VOL.125 熱いのちょうだい就活熟女 AVどんだけ〜ソープ嬢 美人通訳もよう来たな                                                      | 舘果歩/蝶野真咲/宝田麗美                                                                     | RD-501                                     |
| 2012年04月21日 | 126 | ザ・面接 VOL.126 ワレメがいいの 27歳 いっぱい舐めるの 34歳 匂い嗅ぎたい 34歳                                                             | 相葉沙月/篠崎ゆり/水上きよか                                                                 | RD-511                                     |
| 2012年06月21日 | 127 | ザ・面接 VOL.127 デカ乳 泣きマン 道場破り 底なし女の汁祭り                                                                               | 二ノ宮千尋/矢野愛弓/豊川明日美                                                               | RD-523                                     |
| 2012年08月21日 | 128 | ザ・面接 VOL.128 めっちゃ気持ちええ京おんな エロナースは婚約中 たくさん見て頂きたいエステティシャン                                      | さくら萌/中条ゆかり/吉村杏菜                                                                 | RD-532                                     |
| 2012年10月21日 | 129 | ザ・面接 VOL.129 エロすぎ スゴすぎ 咥えすぎ 手に負えんで～                                                                               | 葵莉乃、美鈴あや、美浜悠                                                                     |                                            |
| 2012年12月21日 | 130 | ザ・面接 VOL.130 欲しがり度120 乗りかえ度100 焦らし度200 合格です！                                                                      | 冴島ゆうり、多部未華里、冬木舞                                                               |                                            |
| 2013年2月21日  | 131 | ザ・面接 VOL.131 学生 人妻 セレブ姫 ハンター系審査員べっちょべちょ                                                                       | 花山優、川島さな、青山優花                                                                   |                                            |
| 2013年4月20日  | 132 | ザ・面接 VOL.132 私の彼はフェラで貧血 26歳 SEXゼロの結婚生活 37歳 彼氏のチンは大きいマメ 22歳 どうせえちゅうねん!                        | 佐和かすみ、まどか愛、みぎはねいろ                                                           |                                            |
| 2013年6月21日  | 133 | ザ・面接 VOL.133 出し入れ自由ョ 銀行員 薬剤師のジュル咥え アテンションプリーズ 朝までして                                                | 内藤あんり、藤江由恵、花野実々                                                               |                                            |
| 2013年8月21日  | 134 | ザ・面接 VOL.134 子宮にチ○ポ汁 種つけして～ エキストラ女子 穴よだれ                                                                      | 高梨恵美、内倉麻美、杏今日花、相武もも、佐藤愛莉、小森かのん、阿部寛子、篠田あさみ、内田彩芽 |                                            |
| 2013年10月20日 | 135 | ザ・面接 VOL.135 目からマン汁 鼻から生理 今日は満子の泣く日です                                                                          | 結衣のぞみ、水瀬あすか、伊勢谷佳子                                                           |                                            |
| 2013年12月20日 | 136 | ザ・面接 VOL.136 女子アナの告白 子ども6人のあっぱれかあさん                                                                              | 希月涼子、美波まどか、中原恭子                                                               |                                            |
| 2014年2月20日  | 137 | ザ・面接 VOL.137 千手観音 手コキ熟女 男も潮を吹くんです                                                                                  | 藤川ゆうひ、愛美希保、響京香                                                                 |                                            |
| 2014年4月20日  | 138 | ザ・面接 VOL.138 可愛い顔して穴熟女 肛門から人生みたる                                                                                   | 原美織、桜田光、田宮真衣                                                                     |                                            |
| 2014年6月20日  | 139 | ザ・面接 VOL.139 分泌女とド突き合い これがM学院じゃ～！                                                                                  | -                                                                                            |                                            |
| 2014年8月20日  | 140 | ザ・面接 VOL.140 アニキ復活 お願いだからアベベボボ！                                                                                     | 今乃みちる、山下朱美、倉科紗央莉                                                             |                                            |
| 2014年10月20日 | 141 | ザ・面接 VOL.141 おじさん大好き 汁でちゃう                                                                                               | 辻美夏、持田優                                                                               |                                            |
| 2014年12月20日 | 142 | ザ・面接 VOL.142 主婦と熟女と小娘のフェスタ巨根バイキング                                                                                | 美原幸江、高瀬沙織、紫木蓮                                                                   |                                            |
| 2015年2月20日  | 143 | ザ・面接 VOL.143 保母さん 介護士 銀行員 愛液ためて来たんかい                                                                             | -                                                                                            |                                            |
| 2015年4月20日  | 144 | ザ・面接 VOL.144 熟妻 桃尻 ペニス部女子 肛門みせてよ                                                                                     | 三浦春佳、吉川みくり、高倉みき                                                               |                                            |
| 2015年6月20日  | 145 | ザ・面接 VOL.145 今日はヤリマンの日か 穴の数が多すぎる                                                                                   | 大島ゆず奈、川島由香子、葵千恵                                                               |                                            |
| 2015年8月20日  | 146 | ザ・面接 VOL.146 立派なマツタケしゃぶりた～い！類は友を呼んでます                                                                        | -                                                                                            |                                            |
| 2015年10月20日 | 147 | ザ・面接VOL.147 カメラにお股が濡れ淫女 乱れたいけど恥ずかし淑女 ノーパン露出の汁熟女                                                     | 蓮見かな、高森ゆうみ、三季まどか                                                             |                                            |
| 2015年12月20日 | 148 | ザ・面接 VOL.148 看護師やめてAVへ 銀行員も好奇心 妖艶女になりたくて元職CA                                                                | 新倉このみ、司杏子、青木かなみ                                                               |                                            |
| 2016年3月20日  | 149 | ザ・面接 VOL.149 四十八手女子にオナニー中毒女 びらんびらんフリーダム熟女                                                                 | あおいれな、天野弥生、宝田さゆり                                                             |                                            |
| 2016年6月20日  | 150 | ザ・面接 VOL.150 おかわり女子とか電マ女子とか道場破りも来たで                                                                            | とみの伊織、宮村なみ、神納花                                                                 |                                            |
| 2016年11月25日 | 151 | ザ・面接 VOL.151 女性飢広場はじゅるじゅる祭り                                                                                            | -                                                                                            |                                            |
| 2016年12月20日 | 152 | ザ・面接 VOL.152 乳首噛んで！ クリ噛んで！膣が歩きそうな女たち                                                                           | 坂井亜美、真山由夏、成瀬まりか、篠原くるみ、今宮慶子、朝日奈みなみ、市川つばさ、真田美樹     |                                            |
| 2017年5月26日  | 153 | ザ・面接 VOL.153 性欲おばけとコケティンポ う゛ぁ~!                                                                                       | 川村まいの, 柊さき, 森下美緒                                                                 |                                            |
| 2017年8月25日  | 154 | ザ・面接 VOL.154 性欲強くて股が凝ってる 主婦 母のエロ漫画で目覚めたAV女優 会社のデスクでオナニーする 女子社員 オイルマッサージもあるでぇ | 琴平涼子, 七海ゆあ, 長谷川澪                                                                 |                                            |
| 2017年9月20日  | 155 | ザ・面接 VOL.155 ヌメヌメ女子べちょべちょ女子ズルズル女子とか癒しもあるで                                                                | 桜城あんな、櫻井菜々子、明里ともか                                                           |                                            |
| 2018年2月23日  | 156 | ザ・面接 VOL.156 犬に舐めさせたりとか セックスフレンド76歳とか レギュラー5人補欠50人とか                                                 | 杠えな, 谷本瑞樹, 橋本まこ                                                                   |                                            |
| 2018年5月25日  | 157 | ザ・面接VOL.157 パパ活 寝盗られ 咥える 舐める 精子 呑んでもいいですか?                                                                   | 琴水せいら, 峰ゆり香, 世羅百合花                                                             |                                            |
| 2018年8月24日  | 158 | ザ・面接 VOL.158 覚悟して来ました主婦 婚約を破棄されて飲食店店員 彼氏と別れたので事務員 泣きマンもあるで~                                | 福田由貴、美里詩織、市橋えりな                                                               |                                            |
| 2018年11月23日 | 159 | ザ・面接 VOL.159 可憐な女学生の性行為 お子ちゃま熟女の本気汁 桃尻! 精子おんなの乱                                                        | 長友麻衣美、堀北ゆう、香澄あかり                                                             |                                            |
| 2019年2月22日  | 160 | ザ・面接 VOL.160 しゃぶりたい 咥えたい 触りまくりたい 腰振って 汁は大量に出ます                                                          | 神谷充希、結城かすみ、久保今日子                                                             |                                            |
| 2019年5月31日  | 161 | ザ・面接VOL.161 裏まん女子とか結婚して一度も挿入されていない奥さんとか                                                                   | 木南ほのか、豊中アリス、会田柚希                                                             |                                            |
| 2019年8月23日  | 162 | ザ・面接VOL.162 ケツの穴 指4本とか 子宮コリコリとか 出るもん全部だせや~                                                                  | 綾瀬さくら, 大峰雅, 松ゆきの                                                                 |                                            |
| 2019年11月22日 | 163 | ザ・面接VOL.163 人前でオナニーしてこいと言われましてハイ、性的に飼われています                                                           | 沖田里緒、桜井萌、城山若菜                                                                   |                                            |
| 2020年2月28日  | 164 | ザ・面接VOL.164 夫も逃げる恥痴女 男を買っちゃうバツイチ姫 千人抱いたお姉様                                                               | 神崎さりな、高峰あや、中村しおん                                                             |                                            |
| 2020年5月29日  | 165 | ザ・面接VOL.165 セックスレス主婦やメンズエステのまたぐら熟女 「本当はダメですよ」「チョッとだけですよ」「今日だけですよ」                | 唯乃光、柴崎みさと、広瀬結香                                                                 |                                            |
| 2020年9月30日  | 166 | ザ・面接 VOL.166 ソーシャルディスタンス大性交                                                                                            | 城咲京花、米津響、悠木あやね                                                                 |                                            |